# Sugskålsfotad fladdermus
Sugskålsfotad fladdermus (Myzopoda aurita) är en art i ordningen fladdermöss som inte är nära släkt med andra fladdermöss. Den listas därför i en egen familj. Sugskål förekommer även hos den amerikanska familjen sugskålsvingade fladdermöss (Thyropteridae) men dessa kännetecken uppkom troligen genom konvergent evolution.
I nyare tiden klassar vissa forskare en västlig population som självständig art, Myzopoda schliemanni.

## Utbredning
Arten lever idag bara på Madagaskar och där huvudsakligen vid östra kustlinjen. Det är den enda endemiska fladdermusen på ön. Under pleistocen fanns arten även i östra Afrika.

## Kännetecken
Denna fladdermus har tjocka polstrar vid hand- och fotleden som har funktionen av en sugskål. På så sätt sitter den fast på släta ytor. Flera körtlar vid sugskålen avsöndrar en klibbig vätska som hjälper djuret ytterligare att hålla sig fast. Sugskålsfotad fladdermus når en kroppslängd upp till 57 millimeter och därtill kommer en upp till 48 millimeter lång svans. Svansens spets ligger utanför flygmembranen. Pälsen har en gulbrun färg, huvudet är brett och runt, öronen är jämförelsevis långa och lite böjd bakåt. Den övre läppen skjuter fram över undre läppen.

## Levnadssätt
Habitatet utgörs huvudsakligen av skogar med palmträd. Fladdermusen håller sig fast på palmens blad med sugskålen och använder svansen som stöd. Djurets föda är insekter, främst mikrofjärilar, som hittas med hjälp av ekolokalisering. Annars är inte mycket känt om artens beteende och fortplantningssätt.

## Hot
Fladdermusen hotas troligen liksom andra djur på Madagaskar av levnadsområdets förstöring. Det krävs mer forskning för att få en bättre bild av situationen. IUCN listar arten som livskraftig.